# Teatro Diana
El Teatro Diana es un recinto ubicado en la ciudad de Guadalajara, Jalisco, México donde se presentan continuamente espectáculos de estándares locales, nacionales e internacionales. En su anecdotario figuran espectáculos como Lord of the Dance, Stomp, Cats, Mamma Mia!, La Verità, Blue Man Group y El Circo de los Horrores; personalidades de la talla de The Alan Parsons Project, Luciano Pavarotti, Anna Netrebko, David Copperfield, Morrissey, Chavela Vargas, Gustavo Cerati, Facundo Cabral y Moby. Además de exponentes de la música en sus distintos géneros, entre ellos Placebo, Apocalyptica, Nightwish, Hugh Laurie, Julian Casablancas, Deep Purple, Yeah Yeah Yeahs,Pet Shop Boys, Kaiser Chiefs, Dani Martín, Lila Downs, Playa Limbo, Rostros Ocultos, Café Tacvba, El Cuarteto de Nos y The Warning.

## Historia
Anterior a su faceta de teatro, el inmueble era uno  de los cines más importantes de la ciudad, que cerró sus puertas en 1995. Seis años después, en 2001, la Universidad de Guadalajara adquirió el edificio con el propósito de convertirlo en un receptor y emisor de la cultura y el entretenimiento para la zona Occidente del país. 
Bajo la asesoría de Alejandro Luna y Cristian Escurdia, el equipo conformado por el Ing. Guillermo Rivas Montiel (coordinador de Obras y Proyectos), un grupo de arquitectos e ingenieros (de la Coordinación de Obras y Proyectos de la UdeG) y la constructora El Opeño, dio inicio al proceso de remodelación, uno de los momentos más simbólicos en la transición histórica de este espacio.
Del inmueble original se conservan la gradería y el vestíbulo, además de los murales de El Sol y La Luna del artista michoacano José María Servín.
Desde el 4 de febrero de 2005, la operatividad y estructura de Teatro Diana determinó una nueva forma de concebir espectáculos, esa que hoy en día se ha fortalecido con espacios como el Auditorio Telmex, la Arena VFG y el Teatro Galerías.
El primer espectáculo que hizo cimbrar este escenario fue Lord of the Dance, de la prestigiosa compañía de baile de Michael Flatey. La audiencia jalisciense entró en una euforia solo cuantificable en los ocho días, las 15 funciones y los más de 33 mil asistentes reunidos en este arranque de la maquinaria.
Desde su apertura, el foro ha recibido la magnificencia de grupos y artistas como Luciano Pavarotti, Baaba Mal, Angelique Kidjo, el Ballet Folclórico de la Universidad de Guadalajara, Daniela Mercury, Rata Blanca, Kronos Quartet, Apocalyptica, Bobby McFerrin, Mike Stern, América, Goran Bregovic, Facundo Cabral, La Barranca, Julieta Venegas, Regina Orozco, Andrés Calamaro, Lila Downs, Ballet Trokadero de Montecarlo, James Blunt, Radaid, Slava´s Snowshow, Alberto Cortez, Niños Cantores de Viena, Ballet Nacional de Belgrado, Air Supply, Yeah Yeah Yeahs, Franz Ferdinand, Dream Theater, Ely Guerra, Caetano Veloso, Yann Tiersen, Troker, Therion, el Ballet de Amalia Hernández, GetBack!, Fito Páez, entre otros.
La acústica, espacialidad y mobiliario de este teatro le permitieron ser además una plataforma para importantes producciones de la Universidad de Guadalajara, entre las cuales destaca la Ópera Santa Anna, la zarzuela Luisa Fernanda, CANEK, Leyenda de un Héroe Maya y la ópera rock Dr. Frankestein.
Es anfitrión también del Festival Internacional de Cine de Guadalajara y la Feria Internacional del Libro.
En la actualidad, la numeralia de Teatro Diana está próxima a alcanzar los doce años de trabajo, tiempo en el cual se han realizado mil 481 eventos y tres mil 686 funciones. El resultado, casi 3 millones de personas congregadas en este recinto. 

Estudio Diana
Comprometidos con apoyar al talento nacido en el área local, la Universidad de Guadalajara concibió un espacio para la exhibición de obras y conciertos que requerían una atmósfera más íntima, capaz de suprimir la distancia con el espectador. De esta iniciativa surge el Estudio Diana, un foro anexo a Teatro Diana con capacidad para 120 personas.
La primera puesta en escena que subió a este escenario fue 4 bailes, con dirección de Fausto Ramírez. A lo largo de doce años, por este espacio han transitado compañías como A la deriva Teatro, El Tlakuache, Diagonal Teatro, El Forito y Proyecto 4.º studio, mismas que han llevado su arte a la audiencia jalisciense a través de entrañables títulos y producciones: Pipí, Adiós, Querido Cuco, Malas Palabras, Papá está en la Atlántida, Fractales, Perro Patán, Cuentos para un día de sol y Mía.
En su apartado de foro para conciertos, Estudio Diana recuerda la presencia de bandas como Volcán, A Love Electric, y Los Piratas. Además de compartir el talento de Leiden, Valentina, Cecilia Ledesma, Sergio AM y David Aguilar.